# Christoph Jessen
Johann Christoph Jessen (* 31. August 1946 in Kiel) ist ein deutscher Diplomat. Von 2004 bis 2007 war er Botschafter der Bundesrepublik Deutschland im Königreich Belgien und von 2008 bis 2011 Botschafter im Königreich Dänemark.

## Werdegang
Das Studium der Rechtswissenschaften schloss er mit einer Promotion zum Dr. iur. am Institut für internationales Recht der Universität Kiel ab. Nach dem Eintritt in den Auswärtigen Dienst 1975 folgten Verwendungen im Auswärtigen Amt (Büro des damaligen Staatsministers Klaus von Dohnanyi), an der Botschaft auf den Philippinen (als Leiter der Presse-, Kultur-, Rechts- und Konsularabteilungen), an der Botschaft in Rumänien (als Leiter der Wirtschaftsabteilung), im Auswärtigen Amt (im Referat für Internationale Rohstoffpolitik), bei der KSZE-Konferenz in Wien sowie wieder im Auswärtigen Amt (Referat für Nord-Süd-Politik). Von 1992 bis 1996 leitete er das Büros des damaligen Justiz-, Bundes- und Europaministers von Brandenburg, Hans-Otto Bräutigam. Anschließend kehrte er ins Auswärtiges Amt zurück und war dort zunächst Leiter des Referats für EU-Sachpolitiken, bevor er 1999 Ministerialdirigent und Leiter der Unterabteilung Europa 2 (Internationale Beziehungen) wurde. 2002 wurde Jessen zunächst Botschafter und Beauftragter für die EU-Erweiterung. Von 2003 bis 2004 Botschafter und Beauftragter für bilaterale Beziehungen zu den EU-Mitgliedstaaten. Anschließend war er bis 2007 Botschafter der Bundesrepublik Deutschland in Brüssel (Belgien), danach von 2008 bis zum 2011 Botschafter in Kopenhagen (Dänemark), wo er am 1. Juli 2011 von Michael Zenner abgelöst wurde.
Seit September 2011 fungiert Jessen als Sprecher des „Dialogforums Feste Fehmarnbeltquerung“ zur Diskussion über eine Feste Fehmarnbeltquerung zwischen Dänemark und Deutschland.